# Marta Nawrocka

Marta Nawrocka (2025)

Marta Nawrocka (* 7. März 1986 in Danzig als Marta Smoleń) ist die Ehefrau von Karol Nawrocki, der seit dem 6. August 2025 Präsident von Polen ist. Sie arbeitete vor der Wahl ihres Mannes zum Staatsoberhaupt als Finanzbeamtin.

## Leben
Nawrocka besuchte in ihrer Jugend die Ballettschule Janina Jarzynówna-Sobczak in Danzig. Sie studierte an der Fakultät für Recht und Verwaltung der Universität Danzig. Nach ihrem Studium trat sie in den Dienst der nationalen Steuer- und Zollverwaltung ein. Für diese war sie 18 Jahre lang tätig, bis ihr Mann 2025 das Amt des polnischen Staatspräsidenten antrat.
Marta Nawrocka lernte 2005 Karol Nawrocki kennen, den sie 2010 heiratete. Sie hat drei Kinder – einen Sohn aus einer früheren Beziehung, der später von Karol Nawrocki adoptiert wurde, und zwei Kinder aus ihrer Ehe mit Karol Nawrocki. Marta Nawrocka wurde am 6. August 2025 First Lady von Polen, als ihr Mann das Präsidentenamt antrat. Sie löste damit Agata Kornhauser-Duda ab.